# Extensible Metadata Platform
Adobe XMP (англ. eXtensible Metadata Platform — расширяемая платформа метаданных, произносится «экс-эм-пи») — это технология, созданная Adobe и позволяющая пользователю добавлять дополнительную информацию в файлы, сохраняемые в форматах PNG, GIF, JPEG, PSD, TIFF и многих других. Технология XMP обеспечивает обмен метаданными между различными приложениями. Например, можно сохранить метаданные из одного файла в качестве шаблона, а затем экспортировать эти метаданные в другие файлы.
Обычно XMP представляется конструкциями из подмножества модели RDF, которые в свою очередь обычно сериализуется в виде XML.

## Пример
Пример описания изображения:
```
<?xpacket begin="?" id="W5M0MpCehiHzreSzNTczkc9d"?>

<x:xmpmeta
 
xmlns:x=
"adobe:ns:meta/"
 
x:xmptk=
"Adobe XMP Core 5.4-c002 1.000000, 0000/00/00-00:00:00        "
>

   
<rdf:RDF
 
xmlns:rdf=
"http://www.w3.org/1999/02/22-rdf-syntax-ns#"
>

      
<rdf:Description
 
rdf:about=
""

            
xmlns:xmp=
"http://ns.adobe.com/xap/1.0/"
>

         
<xmp:CreatorTool>
Picasa
</xmp:CreatorTool>

      
</rdf:Description>

      
<rdf:Description
 
rdf:about=
""

            
xmlns:mwg-rs=
"http://www.metadataworkinggroup.com/schemas/regions/"

            
xmlns:stDim=
"http://ns.adobe.com/xap/1.0/sType/Dimensions#"

            
xmlns:stArea=
"http://ns.adobe.com/xmp/sType/Area#"
>

         
<mwg-rs:Regions
 
rdf:parseType=
"Resource"
>

            
<mwg-rs:AppliedToDimensions
 
rdf:parseType=
"Resource"
>

               
<stDim:w>
912
</stDim:w>

               
<stDim:h>
687
</stDim:h>

               
<stDim:unit>
pixel
</stDim:unit>

            
</mwg-rs:AppliedToDimensions>

            
<mwg-rs:RegionList>

               
<rdf:Bag>

                  
<rdf:li
 
rdf:parseType=
"Resource"
>

                     
<mwg-rs:Type>
Face
</mwg-rs:Type>

                     
<mwg-rs:Area
 
rdf:parseType=
"Resource"
>

                        
<stArea:x>
0.680921052631579
</stArea:x>

                        
<stArea:y>
0.3537117903930131
</stArea:y>

                        
<stArea:h>
0.4264919941775837
</stArea:h>

                        
<stArea:w>
0.32127192982456143
</stArea:w>

                        
<stArea:unit>
normalized
</stArea:unit>

                     
</mwg-rs:Area>

                  
</rdf:li>

               
</rdf:Bag>

            
</mwg-rs:RegionList>

         
</mwg-rs:Regions>

      
</rdf:Description>

      
<rdf:Description
 
rdf:about=
""

            
xmlns:exif=
"http://ns.adobe.com/exif/1.0/"
>

         
<exif:PixelXDimension>
912
</exif:PixelXDimension>

         
<exif:PixelYDimension>
687
</exif:PixelYDimension>

         
<exif:ExifVersion>
0220
</exif:ExifVersion>

      
</rdf:Description>

   
</rdf:RDF>

</x:xmpmeta>

                

<!-- whitespace padding -->

				

<?xpacket end="w"?>

```